# اینسورس (ویسکانسین)
اینسورس، ویسکانسین (به انگلیسی: Ainsworth, Wisconsin) یک منطقهٔ مسکونی در ایالات متحده آمریکا است که در ویسکانسین واقع شده‌است.

## خصوصیات
اینسورس ۱۸۶٫۳ کیلومترمربع مساحت و ۵۷۱ نفر جمعیت دارد و ۴۶۸ متر بالاتر از سطح دریا واقع شده‌است.